# Nupserha somalica
Nupserha somalica là một loài bọ cánh cứng trong họ Cerambycidae.